# Casa al carrer de la Font, 17 (Masarac)
Casa al carrer de la Font, 17 és una obra del municipi de Masarac (Alt Empordà) inclosa en l'Inventari del Patrimoni Arquitectònic de Catalunya. Està situada al bell mig del nucli urbà de la població de Vilarnadal, al sud-oest del municipi de Masarac al qual pertany.

## Descripció
És un edifici amb un jardí recentment rehabilitat, de planta rectangular i organitzat en tres crugies. Presenta la coberta de teula de dues vessants i està distribuït en planta baixa i pis. Les obertures presents a l'edifici són totes d'arc rebaixat i estan bastides amb maons. Cal destacar, a la façana de llevant, un gran arc rebaixat bastit en pedra i actualment reformat, que dona accés a un espai delimitat per un banc d'obra corregut. L'altre element destacable de la construcció està adossat a la façana de migdia. Es tracta d'un cos cobert amb terrassa al nivell del pis i format per tres voltes rebaixades bastides en pedra. Des de la volta central s'accedeix a l'interior de la casa mitjançant una porta d'arc rebaixat amb l'emmarcament arrebossat. La construcció està bastida amb pedra de diverses mides lligada amb abundant morter de calç.